# マリオ・ベレッタ
マリオ・ベレッタ（Mario Beretta, 1959年10月30日 - ）は、イタリア・ロンバルディア州ミラノ県ミラノ出身の元サッカー選手、現サッカー指導者。現役時代のポジションはFW。数々のプロヴィンチャでリーグ残留を勝ち取っている。

## 経歴
1982年、当時セリエDに所属していたACプロ・セストで選手としてプレーした後、指導者に転向。アマチュアクラブでの監督を続けた後、1995年には、当時セリエC2に所属していたプロ・パトリアで、プロクラブチームの監督としてのキャリアをスタートさせる。
以降、サロンノ、コモ、ルメッツァーネ、ヴァレーゼ（いずれもセリエC1）を指導し、2002年にはテルナーナでセリエB、2004年にはキエーヴォでセリエAへデビュー。指導者として着実にステップアップの道を歩む。
2005年にパルマACの監督に就任すると、シーズン前半は成績不振で苦しんだものの、シーズン後半はクラブを軌道に乗せることに成功し、4節を残して残留を決めた。さらにカルチョ・スキャンダルの影響もあり、最終的にはUEFAカップの出場権を得ることにも成功した。
翌2006年にはACシエーナに移籍。最終節でようやく残留を決めるなど、非常に苦しいシーズンとなり、シーズン終了後に辞任を発表、監督の座は後任のアンドレア・マンドルリーニに譲ることとなった。
2007年は所属クラブがなかったが、不振に喘ぐシエーナが12節終了時点（1勝6分、勝ち点9）でマンドルリーニを解任。その後任として、改めてシエーナの指揮を執ることになった。その後のシエーナはマッシモ・マッカローネの活躍もあり残留を決めたが、ベレッタはこの残留を置き土産にまたもやクラブを去ることとなった。2008-09シーズンはUSレッチェの監督に就任したが、リーグ下位に低迷し2009年3月11日に解任。
11月29日、ステファノ・コラントゥオーノの後任として、トリノFCの監督に就任。2010年1月10日、成績不振により短期間で解任され、コラントゥオーノが復職した。2010年6月30日、ギリシャのPAOKテッサロニキ監督に就任したが、内部対立により7月22日に契約を解消した。
12月6日、ジュゼッペ・イアキーニの後任としてブレシア・カルチョの監督に就任するものの、成績不振から抜け出せず2011年1月30日に解任が発表され、トリノ時代同様に前任者が復職する形となった。
2012年2月20日にダニエレ・アッリゴーニの後任としてACチェゼーナの監督に就任したが、チームは最下位で降格し、退任した。
2013年7月16日、セリエBに降格したばかりのシエーナの監督に再び就任した。
2015年5月26日にカリアリ・カルチョと同年7月1日から3年間の契約を結び、ユースチームの監督に就任した。
2018-19シーズンより、フィリッポ・ガッリに代わりACミランのユース部門責任者を務める。